# ليون بريدجز
ليون بريدجز (بالإنجليزية: Leon Bridges)‏ هو مغن مؤلف أمريكي، ولد في 13 يوليو 1989 في أتلانتا في الولايات المتحدة.

## وصلات خارجية
- ليون بريدجز على موقع IMDb (الإنجليزية)
- ليون بريدجز على موقع ميوزك برينز (الإنجليزية)
- ليون بريدجز على موقع أول ميوزيك (الإنجليزية)
- ليون بريدجز على موقع ديسكوغز (الإنجليزية)
- ليون بريدجز على موقع ديسكوغز (الإنجليزية)
- ليون بريدجز على موقع قاعدة بيانات الفيلم (الإنجليزية)